# Cattleya wallisii
Cattleya wallisii är en orkidéart som först beskrevs av Jean Jules Linden, och fick sitt nu gällande namn av Rollison. Cattleya wallisii ingår i släktet Cattleya och familjen orkidéer. Inga underarter finns listade i Catalogue of Life.

## Bildgalleri

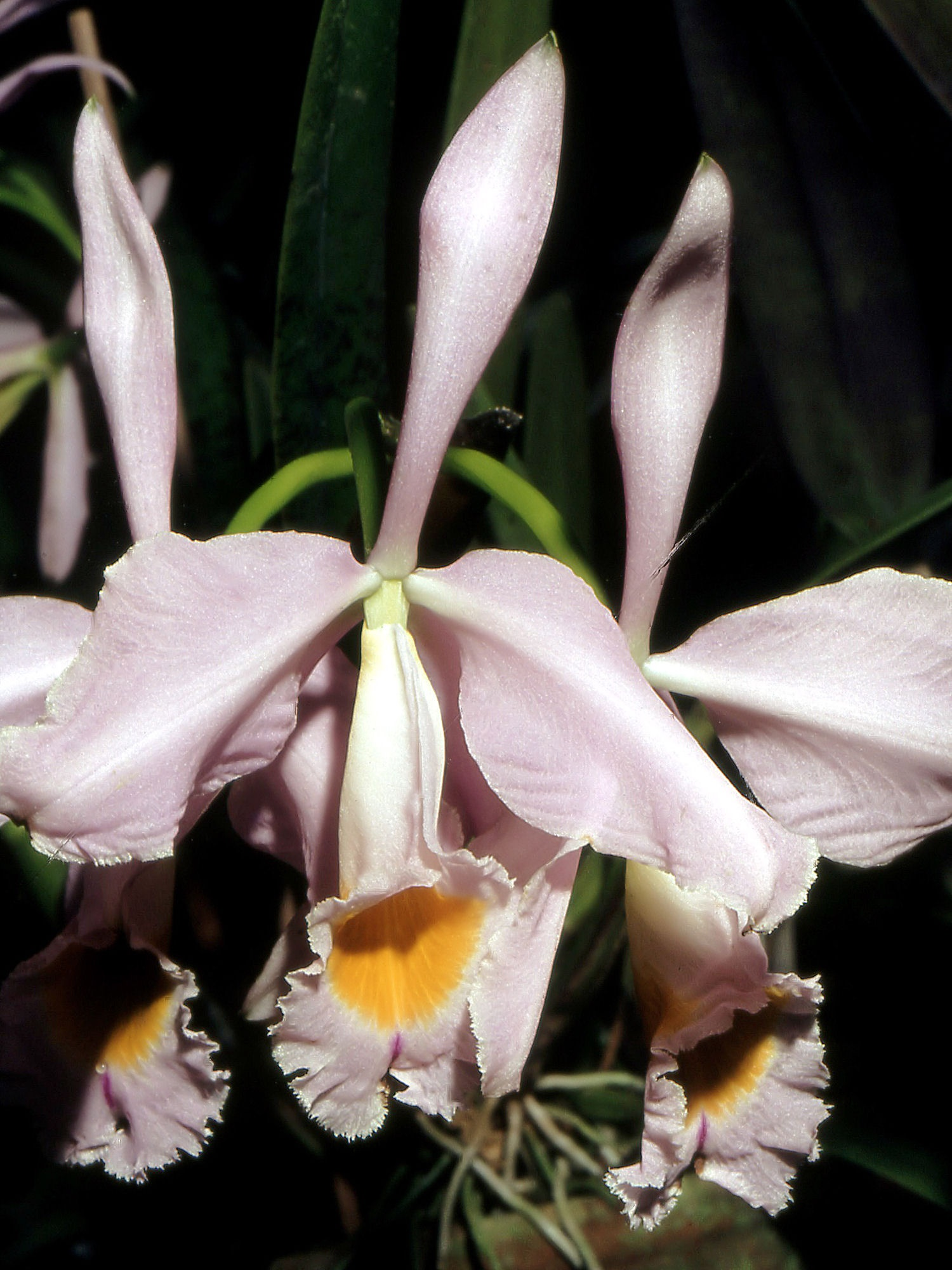
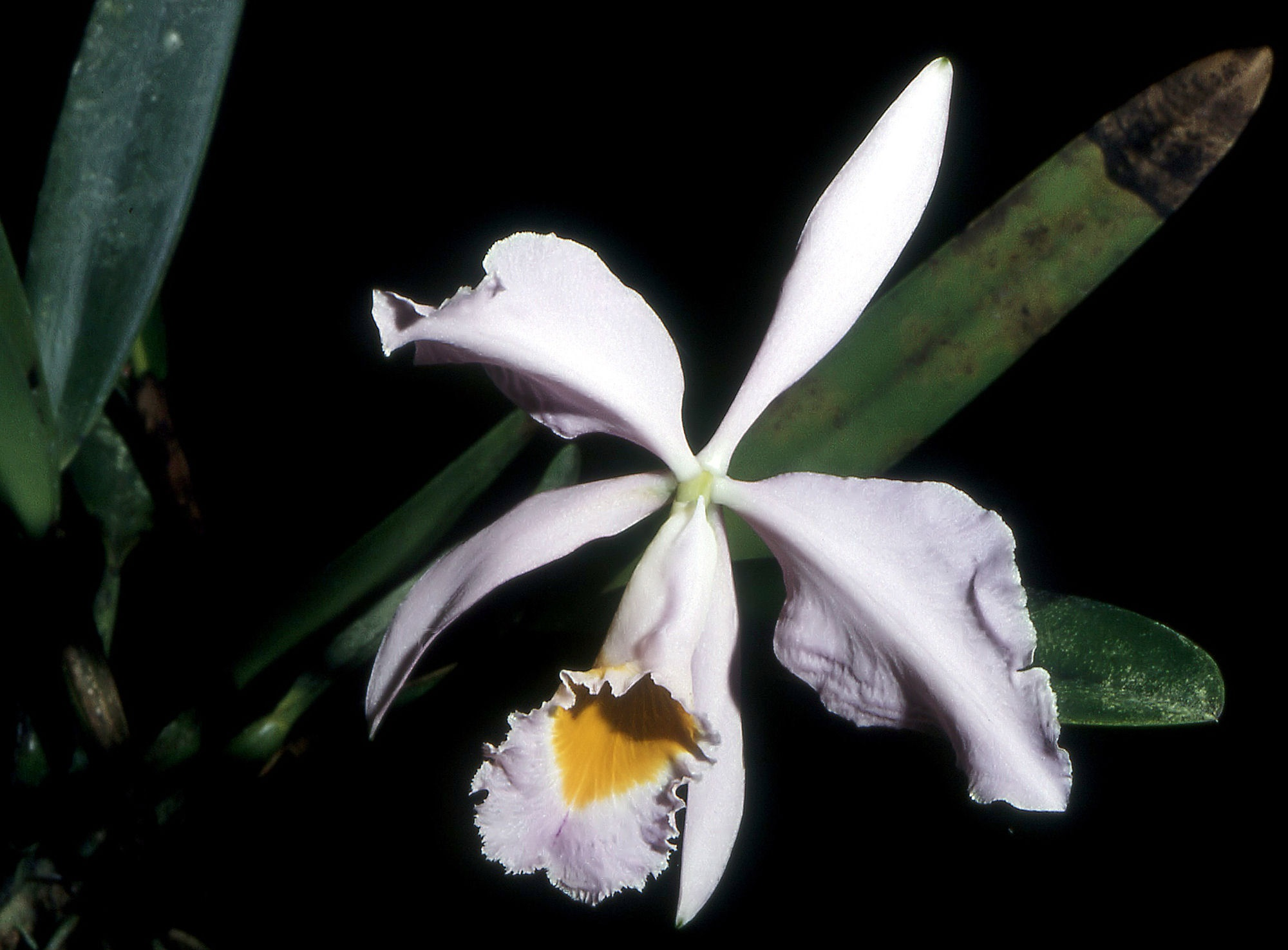
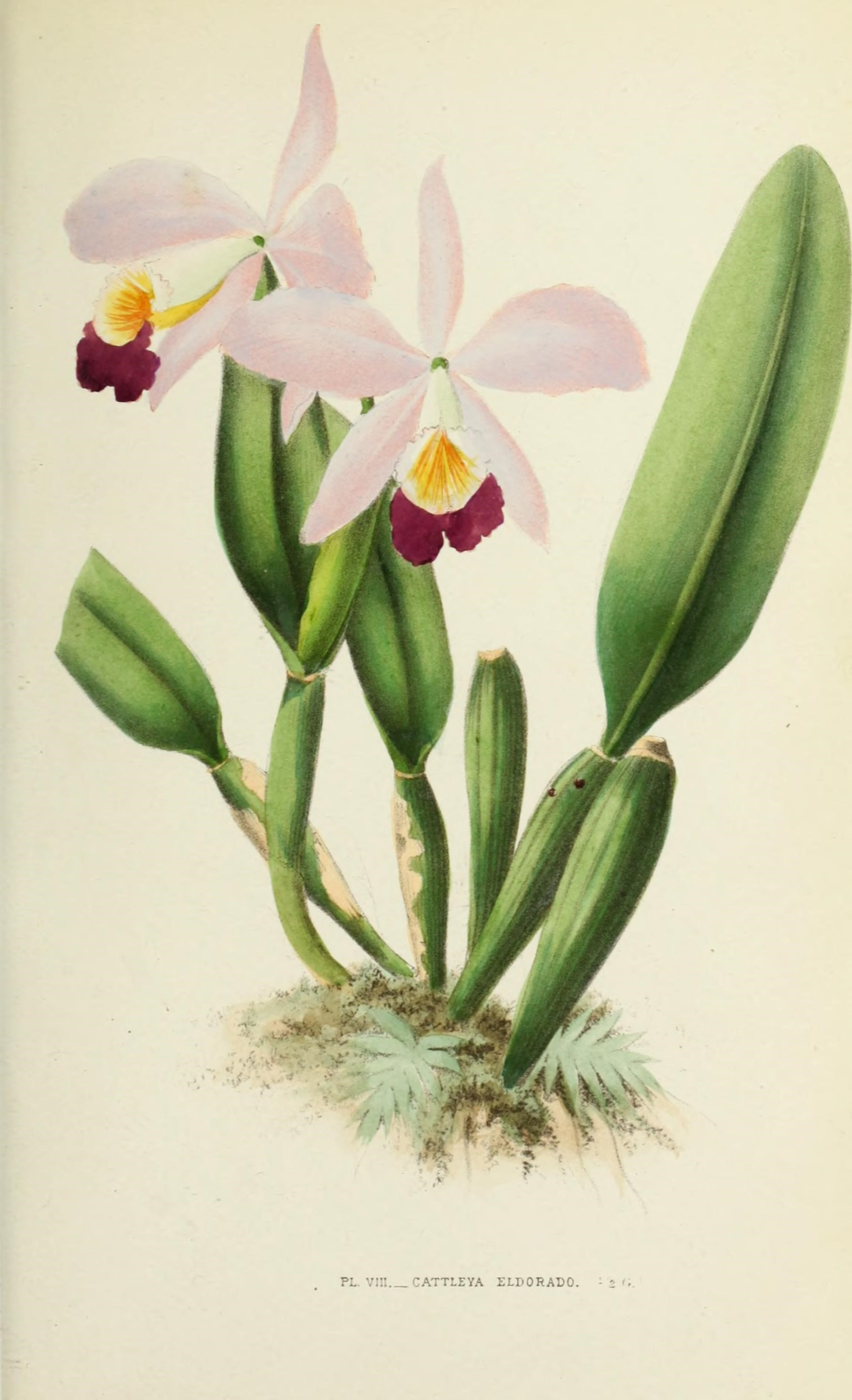
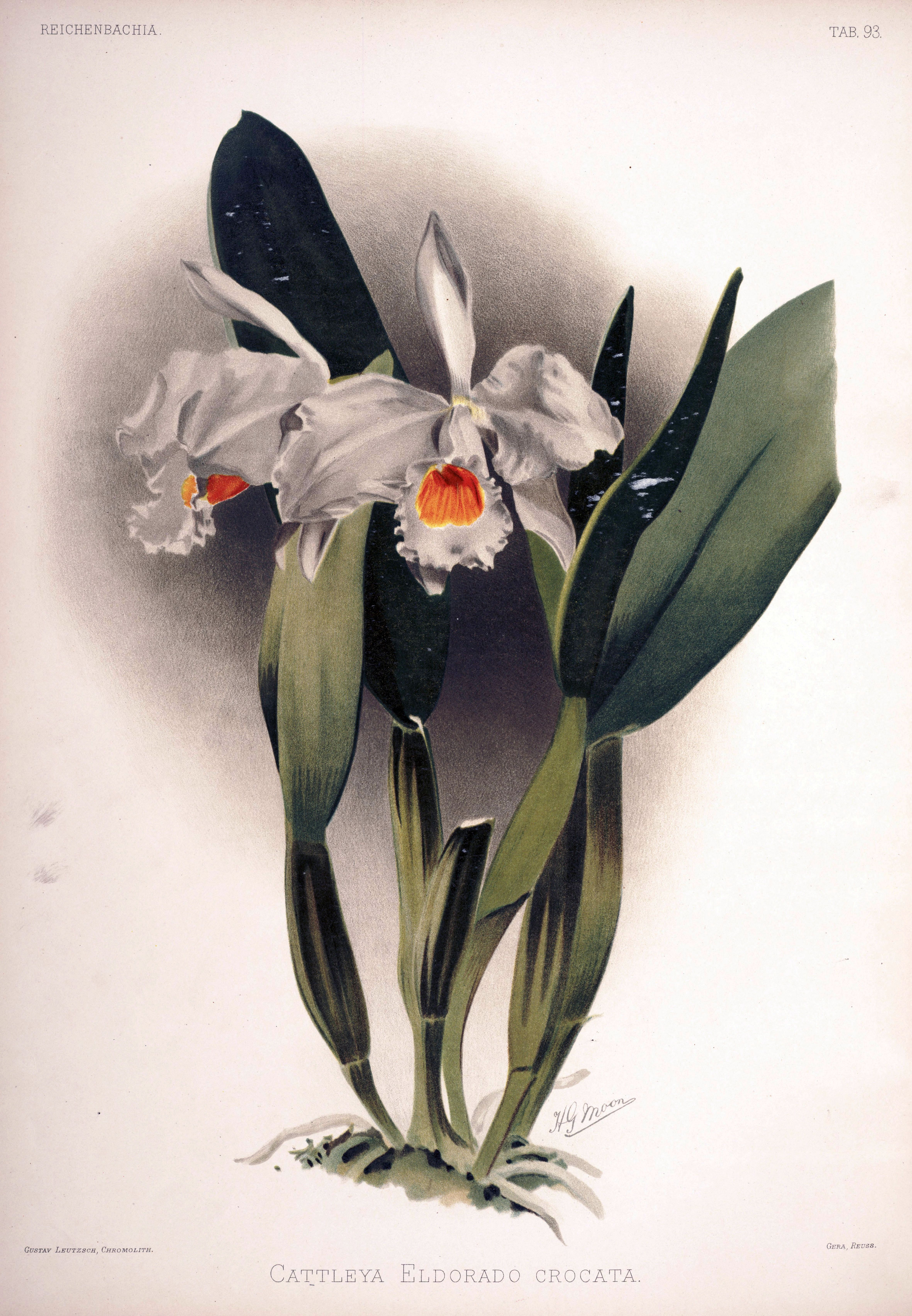
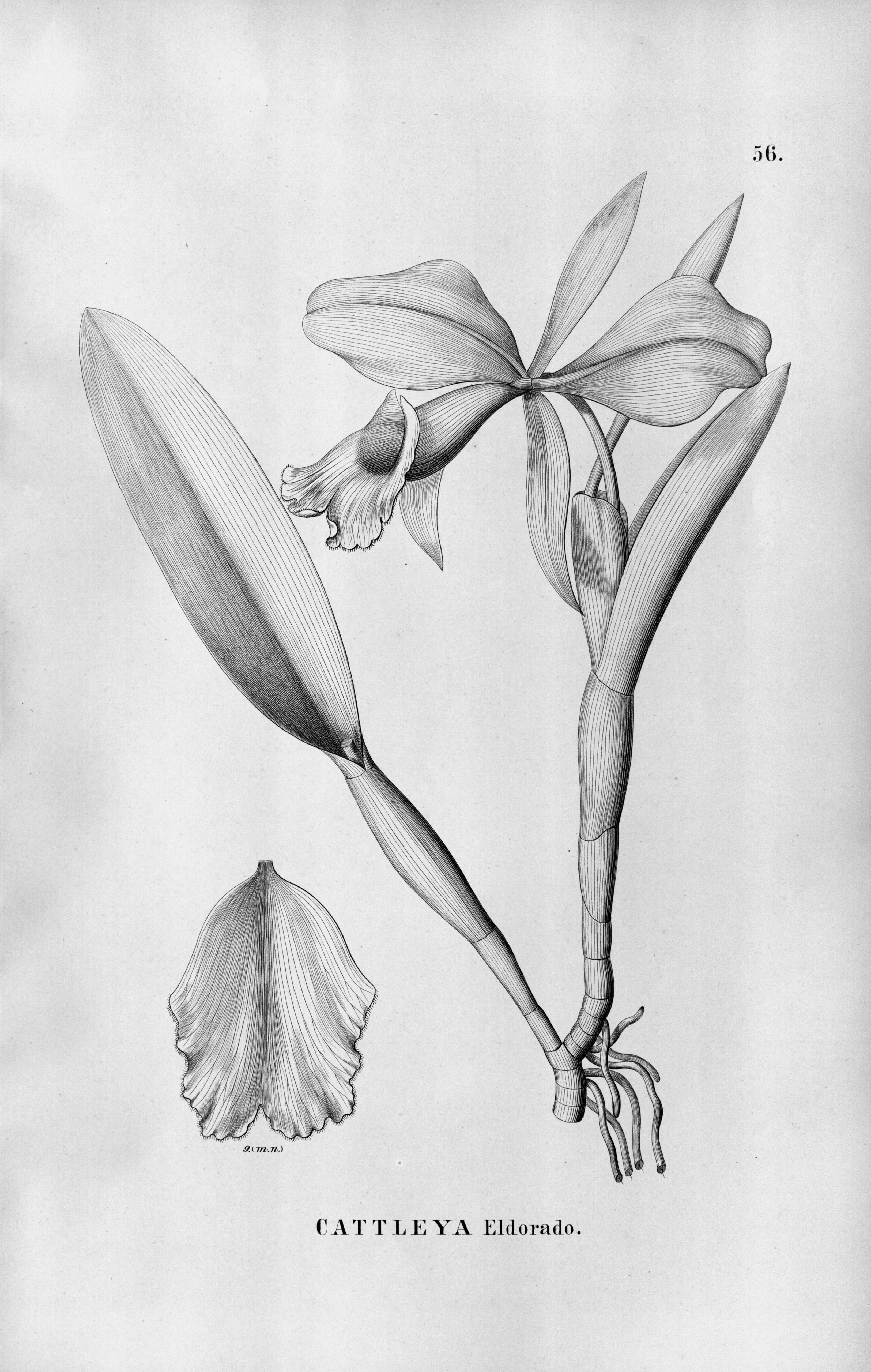